# Julius Popper
Julius Popper (n. 15 decembrie 1857, București, Țara Românească – d. 5 iunie 1893, Buenos Aires, Argentina) a fost un inginer, cartograf și explorator evreu-român și cetățean al Imperiului Otoman. Pentru activitățile sale de exploatări aurifere, cartografiere, colonizare și organizare civică a Țării de Foc, determinante pentru definitivarea situației geo-politice până în prezent, a fost supranumit „Conchistadorul român al Patagoniei”.

## Date biografice
Julius Popper s-a născut la București la 15 decembrie 1857 într-o familie de intelectuali evrei, Perla (Pepi) și Naftali C. Popper (1820-1891). Tatăl său, ziarist, profesor de liceu și poliglot, printre altele, a înființat prima școală israelită din București, cu un program avansat pentru acea epocă. Limbile de predare erau idiș, română și germană. Ca ziarist, tatăl său a editat săptămânalul bilingv româno-idiș Timpul, de factură liberală, care a funcționat doar trei luni deoarece nu a fost primit bine de către evreii români, majoritatea cu vederi conservatoare.
Popper a studiat la colegiul tatălui său, închis ulterior deoarece Ministerul Educației din acea vreme i-a refuzat validarea studiilor, sub pretextul că nu respectau întru totul programa școlară oficială. Din același motiv, Julius Popper nu a fost admis la Școala de Poduri, Șosele și Mine din București. După închiderea școlii, Naftali Popper și-a deschis un anticariat-librărie. 
La vârsta de 17 ani pleacă în Franța pentru a studia ingineria la Școala Politehnică și apoi, la Școala Națională de Poduri și Șosele din Paris, pe care a absolvit-o ca inginer de mine. În timpul studenției a dat meditații pentru a-și plăti cursuri suplimentare la Sorbona în domeniul fizicii, chimiei, meteorologiei, geologiei, geografiei și etnografiei. Popper avea o afinitate deosebită pentru studiul limbilor - el vorbea fluent româna, germana, idiș, engleza, spaniola (castiliana), portugheza și franceza și avea noțiuni de italiană, latină și greacă.

## Călătorii
După absolvirea universității pleacă în căutarea unei slujbe la Constantinopol, de unde  ajunge în Egipt, unde lucrează la întreținerea Canalului Suez. Călătorește apoi prin Orientul Mijlociu ajungând până în India, China și Japonia. Cu prilejul acestor călătorii, ca în tot restul vieții, întreține o strânsă corespondență cu secția de geografie a Academiei Române. În anul 1881 revine în România pentru ca să-și viziteze familia  și să-și reglementeze documentele și statutul de cetățean român. Deși născut la București, din părinți născuți și ei, pe meleagurile românești, fiind evreu i-a fost refuzată cetățenia, deși Constituția fusese amendată de doi ani, acordând - la cerere - cetățenia română și ne-creștinilor născuți în țară. Jignit și dezamăgit, Popper își părăsește patria definitiv.
Începe un nou periplu care îl duce în Siberia, de acolo în Alaska, apoi în Canada și Statele Unite, unde rămâne o perioadă la New Orleans, participând la programul de canalizare și urbanizare a orașului.
În anul următor, proiectează sistematizarea orașului și portului Havana - Cuba (pe atunci o colonie spaniolă). Din Cuba pleacă în Mexic, unde face lucrări de cartografiere și debutează ca ziarist la publicația emigranților Diario de Los Forasteros.

## Un conchistador român înȚara de Foc

### Conflicte argentino-chiliene în Țara de Foc (1843-1902)

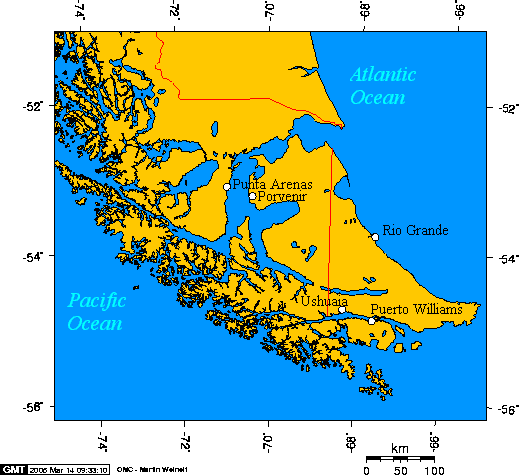
Țara de Foc, în sudul Americii de sud. Zona de vest aparține statului Chile, iar cea de est Argentinei.

Divergențele dintre Chile și Argentina cu privire la ocuparea și colonizarea Patagoniei, un arhipelag de 72.000 km2 datează de prin anii '40 ai secolului al XIX-lea. Bernardo O'Higgins l-a convins pe președintele chilian să organizeze o expediție spre Strâmtoarea Magellan, care a avut ca rezultat fondarea fortului Fuerte Bulnes în 1843. Cinci ani mai târziu colonia s-a localizat definitiv la Punta Arenas, care a devenit așezământul definitiv cel mai vechi din sudul Patagoniei și capul de pod chilian privind pretențiile teritoriale în zonă.
Argentina a pornit în 1870 o controversată campanie de cucerire a deșertului și de subjugare/nimicire a populației băștinașe, amerindienii selk'nam, cunoscuți și ca ona, din sudul provinciei, campanie care și-a atins obiectivele prin anii '80.
După aproape o jumătate de secol de ciocniri și tensiuni, Argentina și Chile semnează la 23 iulie 1881 Tratatul Frontierelor, Țara de Foc devenind atât pentru Argentina (22.000 km2), cât și pentru Chile (50.000 km2) un important areal geopolitic introdus în programele naționale de colonizare. Ambele state considerau noile frontiere ca provizorii în speranța că numai o colonizare masivă și rapidă a acestor teritorii sub-populate va decide granițele definitive. În anul 1884, primul guvernator argentinian, Felix M. Paz, și-a stabilit reședința la Ushuaia. Guvernul național argentinian și Administrația Guvernului Teritorial aveau în vedere stimularea colonizării regiuniiA influențată negativ de „febra aurului”, care-i atrăgea și pe căutătorii de aur chilieni de dincolo de frontieră, care acționau în regiune încă de pe la 1879, adică pe timpul expediției lui Ramón Serrano Montaner, dar și mai târziu, concurând cu căutătorii de aur argentinieni.

### Goana după aur
Căpitanul de fregată chilian Ramón Serrano Montaner a organizat în anul 1879 o expediție în Țara de Foc unde a găsit nisipuri aurifere și chiar pepite de aur la Cabo Vírgenes (Capul Fecioarelor/Virginelor), provincia Santa Cruz. Compania chiliană „Compañía Stuphen” a pornit în această zonă aridă și sub-populată o vastă acțiune de exploatare auriferă, folosind excavatoare de mare potență pentru vremea respectivă. În urma rezultatelor dezolante chilienii s-au retras, iar construcțiile și utilajul au fost lăsate în paragină fapt care nu a descurajat invazia de aventurieri căutători de aur care a urmat, cu deosebire, de-a lungul marilor fluvii.
Teritoriul neexplorat al Țării de Foc, Ushuaia, se bucura de o poziție geografică ideală pentru dezvoltarea unei localități, fiind situată pe țărmul unui port natural bine protejat și înconjurată de păduri bogate în esențe de interes industrial. Ea era însă izolată de partea cea mai bogată a teritoriului prin munți înalți.
Știrea despre descoperirea lui Montaner îi parvine lui Popper în anul 1885 (la vârsta de 28 de ani), când se afla în Brazilia. Asemenea conchistadorilor spanioli de altădată, visând să cucerească fabuloasele bogății ale acestui nou „El Dorado” și convins că profesionalismul va reuși unde amatorismul a dat faliment, pleacă la Buenos Aires, în drum spre Țara de Foc.
Ajuns la Buenos Aires, Popper intră în relații cu societatea politică și cu oameni de afaceri din Argentina, cărora le expune planul său: descoperirea aurului din Santa Cruz, într-o regiune pe care a denumit-o „râpa dezolării” fapt care putea aduce Țara de Foc în prim-planul exploatării aurului din Argentina. Compania Anonimă „El Dorado” (aflată în proces de înființare) îl trimite pe Popper la începutul anului 1886, pentru a studia și estima șansele exploatărilor miniere de la Cabo Vírgenes. La reîntoarcerea în Buenos Aires el prezintă o expertiză preliminară care consideră că exploatarea auriferă ar putea fi mai productivă, așa că începe să strângă personal și materiale pentru organizarea unei explorări științifice mai temeinice a zonei.

### Expediția lui Popper în Țara de Foc
Locul unde dorea Popper să-și organizeze expediția sa se afla în partea de nord a Insulei Mari a Țării de Foc. La 7 septembrie 1886, el s-a îmbarcat pe un vapor englez care venea de la Montevideo, către orașul Punta Arenas. Bagajul expediției lui Popper cuprindea instrumentar geologic, arme, aparate fotografice, alimente, îmbrăcăminte de iarnă,   o duzină de catâri și, câțiva cai. Grupul era format din: Julius Popper, în calitate de șef, inginer, căpitan, mineralog, cronicar al expediției și fotograf; Julius Carlson, inginer minier și metalurgist și câțiva colaboratori pe partea tehnică. La Punta Arenas (Chile), recrutează și un grup de salahori (peoni), în total, 18 oameni. Popper ceruse autorizație pentru a transporta și oameni înarmați, ca o gardă personală. Traversează Strâmtoarea Magellan și, după o scurtă oprire la Punta Arenas debarcă în Golful Porvenir și traversează insula, ajungând în Golful Inútil la San Sebastián, stabilindu-se în nordul golfului aflat la Oceanul Atlantic în punctul unde începe peninsula care închide golful prin partea de est. Așa cum prevăzuse, plajele atlantice ale Țării de Foc conțineau aur, într-o cantitate mai mare decât în restul Patagoniei.
Studiile și observațiile pe care le întreprinsese au fost de mare importanță, Popper fiind primul care a acreditat descoperirea aurului în golful San Sebastián. El notează: „Aurul se găsește amestecat în nisipul adus de apă din munți, iar spălarea acestuia o realizează periodic valurile enorme de pe țărmul Oceanului”.
Presa argentineană, ziarele La Nación și La Prensa, împreună cu alte periodice, anunță pe larg că inginerul Julius Popper va organiza prima sa conferință publică sub auspiciile Institutului Argentinian de Geografie (în spaniolă Instituto Geográfico Argentino) și la 5 martie 1887, prin cuvinte simple și convingătoare, și înarmat cu o colecție mare de fotografii, hărți, arme, ustensile indigene și mostre de nisip aurifer aduse din Țara de Foc, a trezit un interes nesperat de participare la subscripția publică de acțiuni pentru înființarea societății anonime „Compañía Anónima Lavaderos de Oro del Sur”. Această societate era destinată strângerii fondurilor necesare exploatării aurifere și la fondarea ei au participat personalități din capitala argentinieană.

Popper efectuând măsurători cu teodolitul în Țara de Foc în 1888.

În concluziile prezentate de el, Popper afirmă: „Ținând cont de caracterul general al țării (Țara de Foc), înclin să cred că viitorul său este reprezentat de două industrii importante. Prima dintre ele, cea mai productivă, constă în exploatarea zăcămintelor aurifere și va servi pentru introducerea celei de-a doua, mai pozitivă și fecundă, care este creșterea ovinelor” .
Înarmat cu actele de concesionare a terenurilor aurifere descoperite, românul debarcă, la sfârșitul anului 1887, în Golful San Sebastian. În această regiune foarte neprietenoasă, bătută de vânturi, în punctul aflat la 53° 1´20´´ sud și 68° 15´ vest, construiește instalații de spălare a aurului și locuințe pentru o comunitate numeroasă. El întemeiază astfel o colonie căreia îi dă un nume semnificativ: El Páramo (Pustiul) - astăzi Río Grande - cea mai importantă dintre așezările miniere pe care le-a ridicat Popper în Țara de Foc. Până în anul 1891 au fost angajate la El Páramo 540 persoane, iar după moartea sa încă vreo 750, unii dintre mineri stabilindu-se definitiv în acea regiune.
În jurul instalației de separare a aurului construiește o clădire administrativă, o baracă cu 80 de paturi pentru lucrători, depozite, o bucătărie. Instalația de separare a aurului include: stația de pompare a apei marine, acționată de două motoare cu aburi, sistemul de jgheaburi și site, forja și o linie decovil pentru transportul vagonetelor cu nisip. Pentru a economisi forță de muncă inventează o instalație care valorifică forța valurilor. În câteva săptămâni, reușește să producă aproape un kilogram de aur pe zi.
Spre El Páramo se îndreaptă un val de aventurieri, marinari, dezertori, pușcăriași evadați. Cei mai mulți vin din Punta Arenas, unde se ocupau cu creșterea vitelor sau căutau aur în nisipurile râurilor din apropiere. Popper nu agreează invazia căutătorilor de aur din sudul Patagoniei în zona administrată de el. Pentru a-și proteja exploatările de asaltul acestei populații problematice, Popper recrutează în anul 1888, o grupare armată de mercenari, în majoritate iugoslavi și austrieci, ale cărei uniforme sunt copiate după cele prusace.
A revenit la Buenos Aires pentru a primi aprobarea de a înființa primul comisariat de poliție la San Sebastián și-l numește pe fratele său, Maxim Popper, comisar de poliție cu 12 jandarmi aflați sub ordinele sale. Revenit la El Páramo, Popper găsește așezarea abandonată. Oamenii plecaseră luând cu ei 24 kilograme de aur. Popper îi urmărește pe fugari și recuperează aurul furat.
Reîncepe lucrările, extinzându-și activitatea și la alte colonii din Țara de Foc, cum ar fi Beta, Cullen și Carmen Sylva, unde înființează noi exploatări. Cum totul era sub controlul său, Popper achiziționează o ambarcațiune, "María López", cu care explorează ținuturile necunoscute și canalele din sudul insulei. 

#### Lupta din colonia Beta
Reîntors la El Páramo, a avut o serie de înfruntări cu un grup de căutători de aur, veniți din zona chiliană a Țării de Foc. Aceștia se instalaseră în apropierea coloniei Beta. Românul, împreună cu doi camarazi, îi atacă punându-i pe fugă cu focuri de armă.
Fugarii se retrag în Chile, la Punta Arenas (coloniile lui Popper se aflau pe teritoriul argentinian), unde se plâng de Popper că ar fi un despot crud. Pe 9 august 1888 are loc o manifestație publică în piața orașului Punta Arenas, unde populația cere capul lui Popper apoi, sprijiniți de autoritățile chiliene locale cu arme și civili înarmați, atacă colonia Carmen Sylva, distrugându-i instalațiile și dându-i foc. Popper reatacă unitățile de gherilă chiliene în ianuarie 1889, altercație chiliano-argentineană la nivel civil cunoscută  drept „lupta din colonia Beta”. Victoria lui Popper a fost totală și s-a datorat mai mult ingeniozității sale decât puterii militare: el avansează în primul flanc cai pe care se aflau manechine deghizate în soldați, procedând la fel ca regele dac Decebal în timpul războaielor cu romanii, după ce chilienii își irosesc muniția contra acestor manechine, sunt atacați și punși pe fugă. Acest succes militar îi conferă lui Popper un prestigiu ireal. Începând cu bătălia de la colonia Beta, Chile a renunțat la șicanele de frontieră pe teritoriul argentinean.
Cu tot succesul lui Popper în aceste ostilități, societatea pe care o reprezenta a suferit pierderi irecuperabile. La sfârșitul anului 1889 Compania Anonimă „Lavaderos de Oro del Sur” dă faliment și își încetează existența (vezi mai jos).

## Monede și timbre emise
Lui Popper i se acordă în mod oficial o serie de privilegii: dreptul de a dispune de o armată proprie, cu uniforme și armament, bate monede proprii din aur de 1 și 5 grame și, în anul 1891, își imprimă propriile timbre poștale de 10 centavos, care, purtând inițiala numelui său, îi creează, evident, probleme cu autoritățile locale.
În anul 1891, Popper își brevetează, cu nr. 830, „mașina de separare a aurului” („Cosechadora de Oro”) care, după el, este capabilă să spele 75 de tone de nisip pe zi, extrăgând 99,6% din aurul pe care-l conține nisipul extras. „Muzeul Capătului Lumii” din Ushuaia, în aripa dedicată lui Julius Popper, alături de o reconstituire a camerei sale de lucru și de alte obiecte legate de viața și activitatea sa este expusă și o instalație de acest tip.

### Monede

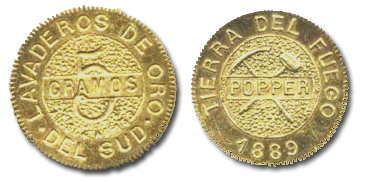
Moneda de 5 grame Popper.

Moneda de 1 gram Popper.

În anul 1889, în timpul șederii sale în Țara de Foc, Julius Popper a bătut propria sa monedă de aur, care a purtat denumirea de Popper. El a emis două tipuri de monede, de 1 gram și de 5 grame. Unele surse susțin că s-au emis 1.000 bucăți din piesa de 5 grame și circa 5.000 bucăți din piesa de 1 gram la monetăria din El Páramo (piese mai grosolan realizate), iar la  monetăria din Buenos Aires s-au turnat monede din circa 175 kg aur. Numismații care studiază  această emisiune monetară neobișnuită și foarte rară astăzi n-au reușit să stabilească precis cantitatea de aur transformat în monede la exploatarea El Páramo.
Într-o scrisoare din iulie 1892 trimisă lui Don Bartolomé Mitre y Vedia, fiul generalului Mitre, Popper afirma: „[...]Am bătut aceste monede de aur datorită lipsei de posibilități de comunicație regulată între Țara de Foc și capitala Republicii, a deselor fluctuații ale cursului monetar [...] cât și din necesitatea de evita inconvenientele care provin din manevrarea prafului și pepitelor din acest metal”. Aceste medalii aveau puterea circulatorie limitată la Țara de Foc. Câteva matrițe ale monedelor provenite fie, în exploatarea minieră din Țara de Foc, fie la monetăria din Buenos Aires sunt păstrate la „Museo del Fin del Mundo” din Ushuaia, Țara de Foc și la „Muzeul numismatic al Băncii Naționale” (în spaniolă Museo Numismático del Banco de la Nación) din Buenos Aires.
„Asociación HANIS” („Asociația pentru Istoria, Antropologia și Mediul Natural din Insulele de Sud și Antarctica”), în colaborare cu „Museo Fin del Mundo” (Decretul Teritorial Nr. 621/79) a reconstituit în anul 1994 o matriță care să permită o emisiune limitată, simbolică, a unei replici a monedei de 1 gram bătută de Popper, încredințând realizarea ei companiei «Auro Sur». Aceasta interesantă replică a monedei emise de Popper se vinde în mod curent, în cadrul muzeului, înseriată și cu certificat de autenticitate.
În «Casa de la Moneda» s-au bătut două serii din monedele lui Popper. În cartea sa, Boleslao Lewin  descrie tipurile de monede sau medalii:
„Juan Ángel Farini afirmă că în una din casele din El Páramo, Popper «a improvizat și a adaptat mașinării, a confecționat prese de batere și prin intermediul acestor mecanisme atât de primitive, urmându-și voința sa de neînvins și temperamentul său impulsiv, s-au bătut, la adăpostul legii, primele monede de cinci și de un gram din aur pur obținut în Teritoriul Argentinian». Această primă batere de monede este caracterizată prin literele A și B. Cele care poartă literele C, D și E au fost bătute în Casa de la Moneda.”
„Pe monedele lui Julius Popper figurează greutatea lor și nu valoarea lor, ceea ce ne duce la concluzia că aceste monede pot fi considerate ca medalii. Acest lucru i-a servit, de asemenea, pentru ca faptele sale să nu fie considerate un delict, deoarece valoarea monedelor se reducea la greutatea lor și la prețul metalului pe care îl reprezenta, prin aceasta extinzându-și aria de circulație nu numai în Țara de Foc.”.
Prima monedă de un gram (12,5 – 13 mm) avea o inscripție pe avers circular: „Tierra del Fuego - 1889” și în mijloc, peste un cerc simbolizând o grămada granule de aur, „POPPER”; pe revers: „El Páramo - Un gramo”, iar într-un cerc interior, care imită granulele de nisip aurifer, sunt reprezentate, încrucișat, un ciocan și un târnăcop. Sub acestea sunt inscripționate, cu litere mici : „AU.864-AG 132” reprezentând titlul aurului (864 părți aur și 132 argint).
Moneda de 5 grame (17,5–18 mm) are pe avers o inscripție circulară „Tierra del Fuego - 1889” și în mijloc, peste ciocanul încrucișat cu târnăcopul, situate într-un cerc interior, este scris „Popper”. Pe revers scrie, circular, „Lavaderos de oro-Del sud” („Compania pentru spălarea aurului din sud”, denumirea unei societăți destinate strângerii fondurilor necesare exploatării aurului din sud și care reunea personalitățile capitalei Argentinei). În centrul monedei, într-un cerc cu aceeași simbolistică, este cifra 5, iar peste acesta este inscripționat „Gramos”. În partea de jos a cercului este inscripționat titlul „AU.864-AG 132”
În catalogul numismatic Krause  aceste monede sunt evaluate pentru starea VF la 650 dolari piesa de 1 gram, și 3.000 dolari piesa de 5 grame.

### Timbre poștale

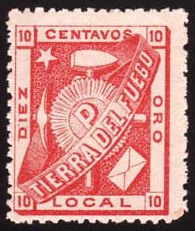
Timbru poștal emis de Julius Popper.

„Marca poștală”, „ștampila” sau „timbrul local”, emis de Popper, a fost desenat de către Rodolfo Soukup (litograf argentinian) și imprimat de către «J. H. Kidd y Cía. de Buenos Aires», care erau cei care imprimau timbrele poștale argentiniene din acea epocă.
„Timbrul”, de culoarea roșu carmin, reprezenta simbolul activității de minerit, ciocanul și târnăcopul, peste care este desenat un soare care are în centru litera „P” (Popper); acest ansamblu de imagini este înconjurat de o bandă cu titlul „TIERRA DEL FUEGO”. Ca supliment, în partea de stânga sus se află o stea cu cinci colțuri și în partea din dreapta jos o scrisoare. Timbrul poartă înscris pe el „DIEZ CENTAVOS ORO LOCAL” și cifra „10” în fiecare din cele patru colțuri.
Emisiunea primului timbru de 10 centavos, echivalent cu 10 centigrame de aur pur, s-a realizat în anul 1891. Aceasta a reprezentat un impuls pentru mesagerii care transportau scrisori între diferitele așezări ale Companiei (El Páramo en San Sebastián, Carmen Sylva, mai la sud și Río Grande -Colonia Popper-) și un Centru Poștal care funcționa la San Sebastián.
Scrisorile care circulau între diferitele așezări ale companiei erau francate numai cu timbre Popper. Acest timbru local sau „marcă de control” al mijlocului de transport local a circulat de la începutul anului 1891 până în luna august a aceluiași an.
În localitatea Bahía de San Sebastián funcționa un oficiu poștal, cu un administrator sau șef. Era vorba de Ramón L. Cortés, comisar al poliției din San Sebastián, care îndeplinea această funcție onorific. Într-o scrisoare adresată Directorului General al Poștei și Telegrafului, acesta l-a denunțat în iulie 1891 pe Julius Popper că utiliza o emisiune de timbre de o legalitate îndoielnică. Directorul General al Poștei și Telegrafului a înaintat mai departe denunțul către Ministerul de Interne al Argentinei, care la rândul său a solicitat opinia Procuratorului General al Republicii cu privire la procedurile legale ce ar urma să fie adoptate în această circumstanță. În cele din urmă cauza a fost trimisă către Judecătoria Teritoriului Țara de Foc, în conformitate cu legea nr. 1532 din 18 octombrie 1884 de înființare a Teritoriilor Naționale.

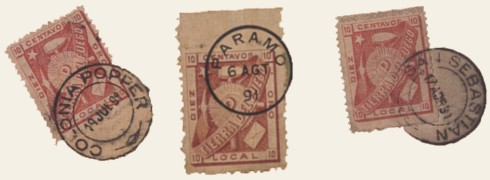
Timbre poștale emise de Julius Popper ștampilate în diferite colonii ale Țării de Foc.

Julius Popper, într-o scrisoare adresată Ministerului de Interne, preciza motivul emiterii acestor timbre poștale: „Așezările mele din Țara de Foc se află deseori fără nici o legătură de comunicare cu restul continentului pentru perioade mai mari de șase luni. Acolo muncitorii nu lucrează ca salariați, ci primesc o casă, unelte și mașini de lucru gratis, precum și o parte din aurul pe care îl extrag din sol, praf de aur, care în timpul intemperiilor, în câmp deschis, este imposibil de manipulat sau fracționat, fără pierderi considerabile. Pentru a evita aceste inconveniente, am început să batem aurul în Casa de la Moneda din Buenos Aires, sub formă de medalii, indicând greutatea lor și titlul pe care îl reprezintă, și nu reprezintă valoare monetară. Dar este dificil de a bate medalii pentru fracțiuni inferioare de 1 gram și ținând cont de faptul că de multe ori există diferențe de centigrame de aur, a trebuit să emitem valori sub formă de timbre, care reprezintă conform inscripției 10 centavos sau centigrame de aur local din Țara de Foc, adică a zecea parte dintr-o medalie”
În aceeași scrisoare, s-au făcut referiri la deficiențele administrative existente în acele timpuri în Țara de Foc: „[...] și când acum patru luni a existat un oficiu poștal la San Sebastián, a fost prima și ultima dată într-o perioadă de șase ani, domnule Ministru, când corespondența a fost francată de către această poștă solitară, care mi-a adus un prejudiciu de câteva mii de pesos, datorate gravelor neglijențe în birourile sale... Mesagerii mei merg pe cale terestră, traversând deșertul călare între localități lipsite de vreun mijloc de comunicație. Acești mesageri, pe lângă salariu, primesc ca stimulent pentru a evita pierderea corespondenței, pentru fiecare scrisoare pe care o aduc la destinație, un timbru de 10 centavos, pe care îl utilizează sau îl schimbă primind în locul lui aur efectiv” .

#### Timbru românesc
Poșta română l-a celebrat în 1986 pe exploratorul român cu un timbru cu valoarea de „50 B”, executat de pictorul Avram Ștefan și care prezintă pe fondul hărții Țării de Foc portretul suprapus al lui Julius Popper și inscripția: „POSTA ROMANA / 1886-1893 TARA DE FOC / IULIU POPPER” 
.

### Sfârșitul expediției
În urma repetatelor lovituri, la sfârșitul anului 1889 Compania Anonimă „Lavaderos de Oro del Sur” dă faliment și își încetează existența. „Descoperirea zăcămintelor de aur se află la originea creării unor întreprinderi pentru exploatarea lor, cea mai importantă fiind condusă de inginerul Julius Popper. Dar lucrările lui Popper au trebuit să fie întrerupte din cauza incursiunilor bandelor de aventurieri (Chilieni) venite din Punta Arenas să distrugă locurile de exploatare” - scria, pe 13 decembrie 1889, publicația argentiniană La Prensa.
Căutătorii de aur din zona chiliană nu au fost singurii dușmani ai lui Popper: guvernatorii argentinieni locali își simțeau subminată autoritatea de câtre acest aventurier care nu deținea vreo funcție oficială, dar își permitea să emită propriile monede și timbre poștale, să creeze localități, o stație de poliție, șosele, linie maritimă de aprovizionare, telegraf și mai ales, să-i critice cu asprime în presa centrală.
Guvernatorul argentinian Félix Paz, care-și avea reședința la Ushuaia, folosește momentul prielnic pentru a se răfui cu românul frondist și nesupus. El acordă permise de exploatare a aurului și căutătorilor de aur chilieni pe teritoriile administrate de Popper - care se instalase în Golful Slogget - pe care îl tratează ca pe un intrus și-l amenință că îl va aresta. Popper pleacă la Buenos Aires (la începutul anului 1890) pentru a se disculpa, denunțând în ziarele din capitală abuzul guvernatorului. Paz se simte amenințat și îl dă în judecată pentru calomnii și injurii la adresa sa, dar Popper se bucură de renume și prestigiu. El publică nu mai puțin de 20 de scrisori în ziarul La Prensa, scrise cu un spirit caustic. În cele din urmă, guvernatorul Paz este destituit. Îl înlocuiește ca guvernator doctorul Mario Cornero, care nu are o soartă mai bună decât predecesorul său: Popper obține revocarea sa din funcție.
Popper publică în El Diario șase articole despre călătoria sa la Humahuaca, despre indieni și aurul de la Puna și își anunță intențiile de a căuta zăcămintele de aur ale incașilor.

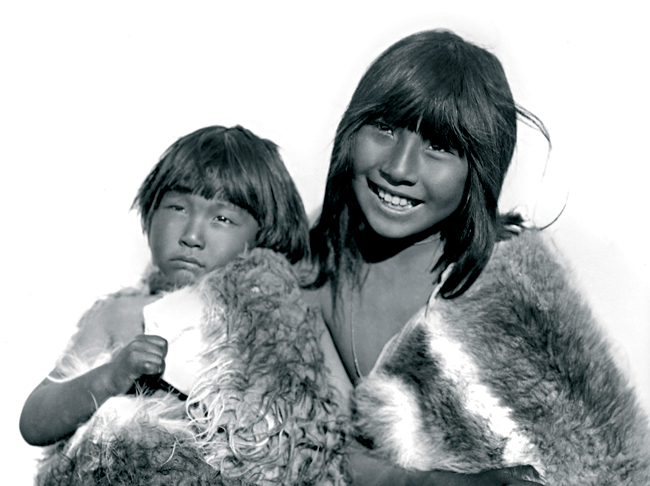
Copii amerindieni selk'nam (onas)

Într-o a doua conferință în cadrul Institutului Geografic Argentinian Popper expune harta limitelor internaționale ale Țării de Foc. Cu această ocazie, el nu îi prezintă pe băștinași ca pe o rasă inferioară, contrazicând imaginea indigenilor războinici care era prezentată în presă. El  lansează ideea că creșterea oilor ar fi în viitor mai profitabilă decât exploatarea aurului. Pentru a reveni în Țara de Foc, i se oferă lui Popper goeletele „Julieta” sau „Toro” de către guvernatorul Strâmtorii Magellan, ambele fiind nave aflate sub drapel chilian. Harta limitrofă a teritoriului este considerată a fi unul dintre cele mai valoroase pentru stăpânirea argentiniană asupra Canalului Beagle.
Popper prezintă Congresului un proiect de colonizare pentru indigeni. Guvernul argentinian îi acordă românului 80.000 hectare în Țara de Foc pentru a-și realiza proiectul. El repartizează loturi de 100 hectare la 250 familii de băștinași, adică 55.000 hectare îi rămân lui Popper. Acesta începe să construiască locuințe, biserici, să aducă alimente pe care le vinde locuitorilor, aflați în număr de vreo 2.000.
Dar Popper nu se oprește aici. Cere să i se acorde în concesiune 375.000 hectare în Țara de Foc pentru a aduce 100 familii din Europa și 40.000 de oi, oferindu-se să execute diferite lucrări, cum ar fi canalizarea Râului Grande, un chei la San Sebastián, un far, 100 km de șosele, locuințe pentru cele 100 familii. Realizează un proiect pentru facilitarea navigației prin Strâmtoarea Magellan prin intermediul remorcherelor; un alt proiect pentru a extinde linia de telegraf de la Viedma până la Cabo Vírgenes și de la Cabo Espíritu Santo la Strâmtoarea Le Maire.
Publică noi critici la adresa guvernatorului Cornero, pe care îl acuză că minte în rapoartele sale și că are interese în limitarea afacerilor lui Popper. Cornero își exprimase opoziția față de concesionarea celor 357.000 hectare în favoarea lui Popper, afirmând că nu ar fi de dorit concesionarea întregului teritoriu populabil către o singura persoană. Cornero îl acuză pe Popper de fraudă și de evaziune fiscală prin intermediul propriei emisiuni de timbre poștale. La rândul său, Popper îl atacă pe guvernator în cele mai înalte sfere politice, unde are relații importante. El propune uniunea instituțională a teritoriilor Santa Cruz și Tierra del Fuego sub o guvernare unică. În cele din urmă, Mario Corner este revocat din funcție în anul 1893.
Un alt proiect de-al lui Popper, care nu a mai fost realizat, viza înființarea unui oraș maritim și pescăresc în Țara de Foc care să se numească Atlanta și care urma să concureze cu puterea comercială a orașului chilian Punta Arenas.
Spirit vizionar, a dotat Țara de Foc cu instrumentele esențiale funcționării unei societăți: a elaborat legi și regulamente, i-a pedepsit pe cei care le încălcau, a înființat o poliție locală, a organizat un serviciu poștal pentru care a tipărit timbre cu inițiala numelui său, a emis bani. De asemenea, a creat o flotă care făcea curse periodice între El Páramo și Punta Arenas. Se poate spune chiar mai mult: a revoluționat întreaga societate argentiniană, creând germenii capitalismului într-o lume de agricultori și crescători de vite.
După afirmațiile sale consemnate în registrele oficiale din Buenos Aires și Punta Arenas, Popper ar fi extras din Țara de Foc 600 kilograme de aur.

### Ucigaș de indieni?

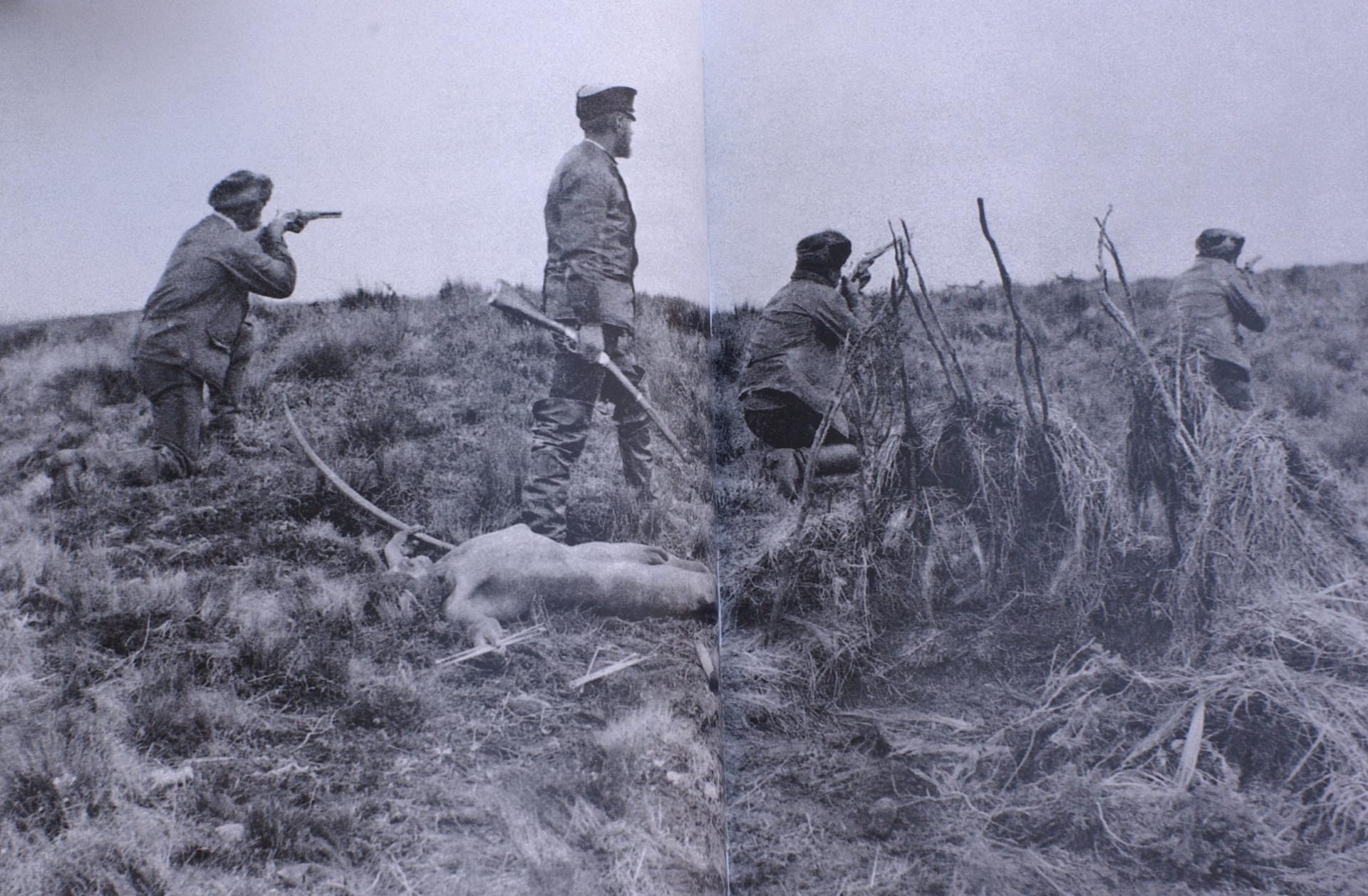
Un personaj neclar, fotografiat din spate - Julius Popper(?) - alături de membri ai echipei sale de mercenari, cu arma în mână, în prim-plan aflându-se trupul unui indian onas mort.

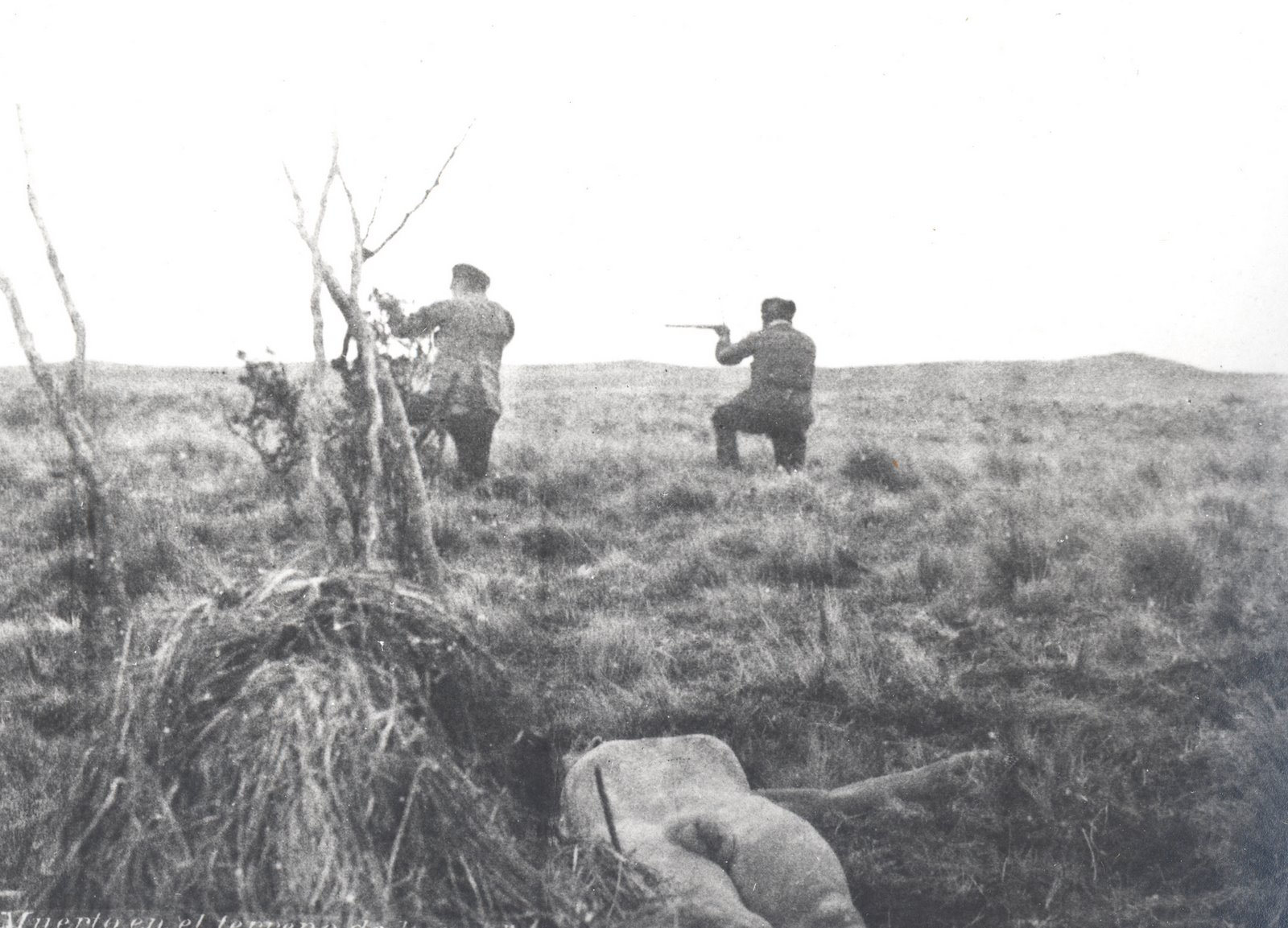
Fotografia anterioară luată dintr-un unghi diferit

Activitatea lui Julius Popper în Patagonia s-a desfășurat într-o regiune geografică deosebit de periferică, nedezvoltată, departe de vreo administrație statală organizată, în toiul „goanei după aur”, când aventurierii căutători de aur nu se jenau să caute metalul prețios chiar și în tașca celor care l-au găsit deja. Infiltranți și instigatori chilieni au convins triburi locale de indieni să atace coloniile și minele lui Popper. Acesta și-a apărat kilogramele de aur cu arma în mână, în lupte sângeroase și folosind metode de intimidare, ca în atacul de la San Sebastián din 1889 (a nu se confunda cu masacrul condus cu trei ani înainte de venirea lui Popper, de căpitanul argentinian Ramón Lista, la 25 noiembrie 1886 pe plaja de la San Sebastián și soldat cu 28 de indieni ona uciși).
Drama indienilor ona începuse, de fapt, în 1878-1879, când tânărul și sângerosul general Julio Roca, în calitate de ministru argentinian de război, organizase impotriva indienilor din sud o campanie de exterminare. Un an mai târziu, supranumit „conquistadore del deserto”, generalul, în vârstă de numai 37 de ani, va deveni președinte al Republicii Argentina.
Pentru liderii argentinieni, îngrijorați de protestele opiniei publice scandalizată de masacrul indienilor patagonezi, veneticul român, care nu a fost sprijinit de vreun partid politic, huntă, sau familie influentă, a devenit țapul ispășitor ideal pentru atrocitățile care au dus la dispariția totală a amerindienilor. În campania de denigrare la care a fost supus și care a constituit principalul cap de acuzare în procesul care i s-a înscenat la Buenos Aires în 1893, i s-a creionat imaginea de „ucigaș de indieni”, susținută de mulții săi adversari și sprijinită de mitologia, sau istoriografia chiliană - chilienii nu i-au iertat lui Popper reușita exploatare minieră față de propriile lor insuccese și faptul că vasta sa activitate de colonizare a frustat Statul Chilian de teritorii largi care au revenit definitiv Argentinei. Campania de denigrare este evidentă și astăzi în publicații, literatură și filme. Acuzația de „ucigaș de indieni” se bazează aproape exclusiv pe câteva fotografii, posibil trucate, făcute pentru a ilustra dificultățile primei expediții în Țara de Foc și care îl prezintă insinuat - deși de nerecunoscut - pe Popper, alături de alți membri ai echipei sale, cu arma în mână, în prim-plan aflându-se trupul unui indian ona mort. Fotografia care constituia principala probă în actul de acuzare este luată din spate, așa că personajele fotografiate nu pot fi identificateB.
Prin disputatul deces al lui Popper, intervenit într-un moment convenabil pentru acuzatori, procesul s-a încheiat indecis. Dubii față de pertinența acuzațiilor aduse lui Popper ca ucigaș de indieni le găsim și în studiul lui Theodore Macdonald de la Harvard Social Studies - David Rockefeller Center for Latin American Studies și membru al Comitetului Universitar pentru Drepturile Omului.

### Urme românești înȚara de Foc
Pentru un turist neavizat, denumirile din Țara de Foc sunt ciudate și atribuite indienilor, dar, de fapt, multe din denumirile geografice sunt românești.
Aceasta se datorează faptului că, precum alți celebri conchistadori, Hernan Cortes sau Francisco Pizarro, în Țara de Foc, inginerul român Julius Popper a dat reliefului sud-american numele pe care le respecta mai mult, din țara sa de origine. Și astăzi, Popper este considerat de argentinieni ca fiind de origine română, iar faptul că era evreu pomenindu-se mai rar. 
După ce călătorește prin Asia și străbate Americile din Alaska până în Patagonia, se apucă de prospectare și de explorări geografice, chiar sub egida guvernului argentinian. Împreună cu alți pasionați de geografie lasă adesea exploatarea de aur în grija fratelui său, Maxim Popper, și pleacă să descopere locuri noi pe insulă, alcătuind o hartă detaliată a acesteia.
A plecat de pe Insula Mare cu goeleta Maria Lopez, a descoperit stânca Le Maire și, a vizitat insulele Picton și Nueva. În anul 1891 a întocmit harta zonei sudice a Țării de Foc, destinată alcătuirii unui atlas, în care pentru, prima dată, apele care scaldă acest țărm au primit numele sub care sunt cunoscute și astăzi: Marea Argentinei. Tot astfel au primit denumiri românești unele elemente ale reliefului din Țara de Foc cum ar fi: râul Ureche, munții Lahovary, Manu și Rosetti (scriitorul pașoptist fiind imortalizat în plus și printr-un Rio Rosetti), Cordiliera Carlos I al Romaniei , Lacul Brosteni. Regina în numele căreia a declarat că a „cucerit” Țara de Foc a fost și ea imortalizată pe insulă prin Munții Carmen Sylva (numele de scriitoare al Reginei Elisabeta I a României), munți aflați la vest de golful San Sebastian; tot în acești munți unul din vârfuri se numește Punta Sinaia, după orașul omonim din România.

## Procesul și decesul
Șase ani de la începuturile expediției în Țara de Foc, în anul 1893, Popper a fost implicat într-un proces în care martorii acuzării erau reprezentanți sus-puși ai protipendadei politice argentiniene și în care acuzatul, Julius Popper (care tocmai planificase să efectueze o călătorie la Polul Sud și se găsea într-un stadiu avansat de pregătire) demascase activități ilegale și imorale ale înalților funcționari din Țara de Foc. El este găsit mort la 6 iunie 1893 în casa sa de pe strada Tucumán nr. 373 din Buenos Aires, la vârsta de 36 ani. Medicul oficial care a făcut autopsia a stabilit drept cauză a decesului un stop cardiac, dar dispariția lui prematură a stârnit comentarii: sinucidere, asasinat comandat de mafia aurului sau, de factori politici ingrijorați de rezultatul imanent al procesului aflat în faza sa finală.
La funeraliile sale a ținut un necrolog Vicente Fidel López, președintele lojei masonice „Logia Docente”, de care aparținuse Popper.
Corpul său este înmormântat în mausoleul familiei Ayerza; ulterior fiind mutat într-un alt loc din cimitirul La Recoleta. Există zvonuri că sarcofagul său ar fi dispărut. Institutul Argentinian de Geografie a autorizat transportarea corpului neînsuflețit al lui Popper în Țara de Foc, rezoluție care nu s-a concretizat.
În București, în anul 1947 a fost asasinată o soră de a lui Julius Popper, ucigașii sperând să găsească aur.

## Moștenirea lui Julius Popper
În afară de planificarea și sistematizarea orașului și portului Havana, capitala Cubei, participarea la programul de canalizare și urbanizare a orașului New Orleans din Statele Unite și a altor activități și ctitorii în toată lumea, Popper rămâne - atât pentru Argentina, cât și pentru toată lumea, colonizatorul Patagoniei. Au rămas după el orașele ale căror baze le-a pus, monedele, timbrele, mașina de spălat aur inventată de el și noianul de amintiri care i-au asigurat un loc notabil în istoria și în folclorul patagonian și argentinian.
Călătoriile lui Popper și descoperirile sale au fost comunicate Institutului geografic Argentinean (Instituto Geográfico Argentino) de la Buenos Aires, unde prezintă la 5 martie 1887 o comunicare, publicată în broșură în spaniolă, franceză și română. Julius Popper a fost și membru corespondent al Societății Regale de Geografie de la București, în al cărei Buletin a publicat mai multe scrisori despre cercetările sale din Țara de Foc (1889, 1892) și căreia i-a trimis un album cu fotografii. Într-una din aceste scrisori, Popper își exprimă regretul că n-a mai putut reveni în țară de mulți ani declarând, „M-am născut român, sunt român și voi muri român, deși mă găsesc în mările antarctice.” Mai multe relatări despre aceste călătorii, despre locurile pustii si inospitaliere și despre frumusețile lor înfricoșătoare au apărut, în românește, în ziarul „Românul”, în 1891, texte care arată și un scriitor de gen cu mari posibilități.
Bulevardul principal și un mare complex comercial din cea mai sudică metropolă americană îi poartă numele.

## Literatură și filme despre Popper
- Daniel Ares: Popper - la Patagonia del oro (Popper - Patagonia aurului), o nuvelă biografică.
- Romanul lui Francisco Coloane „Tierra del Fuego” (1956), apărut în engleză în 2008 în traducerea lui Howard Curtis[42].
- Patricio Manns: El Corazón a Contraluz o nuvelă publicată în 1996, în care Popper este unul dintre personajele principale.
- Céline Monsarrat a scris piesa La mère de la mariée, unde viața lui Popper este descrisă emoționant și cu respectul adevărului istoric.
- Popper a fost și eroul unui roman scris de un descendent care îi poartă numele: Iacob Popper, Estrellita și regele Țării de Foc, publicat în România în 1996.
- Au fost realizate câteva filme despre el, ultimul fiind «Tierra del Fuego»  (2000)- Chile, sub regia lui Miguel Littin, cu Jorge Perugorria, Ornella Muti, Nelson Villagra, Claudio Santamaria, în care Popper apare ca un creștin ortodox trimis al reginei Carmen Sylva a României și care nu îi flatează amintirea, permanentizând imaginea ucigașului de indieni [43].

## Note

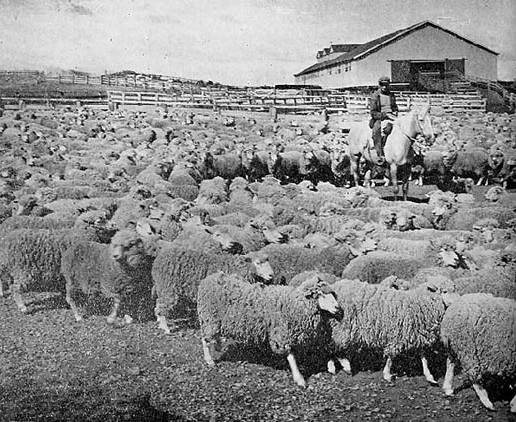
Stână și turmă de oi aparținând Societății de Exploatare a Țării de Foc